# Holotrichia nigrofusca
Holotrichia nigrofusca är en skalbaggsart som beskrevs av Moser 1921. Holotrichia nigrofusca ingår i släktet Holotrichia och familjen Melolonthidae. Inga underarter finns listade i Catalogue of Life.